# Hartvig Caspar Christie (politiker)
Hartvig Caspar Christie, född den 25 november 1893 i Hornnes, död den 21 mars 1959, var en norsk präst och politiker, sonson till Hartvig Caspar Christie.  
Han representerade Høyre i Stortinget, invald från Akershus, från 1950 till sin död.